# 사리곰탕면
사리곰탕면은 농심에서 개발한 대한민국의 라면으로 1988년 2월에 출시되어 국민들로부터 선풍적인 인기를 끌었다. 여느 라면과 달리 하얀 국물이 특징이고 사골 곰탕 맛이 일품이다.

## 이름
한때 쌀사리곰탕면, 진국사리곰탕면이라는 이름으로 판매했으나 현재는 사리곰탕면이라는 이름으로 판매한다.